# Olympische Sommerspiele 2012/Kanu – Zweier-Canadier Slalom (Männer)
Der Kanuslalomwettbewerb im Zweier-Canadier Slalom der Männer bei den Olympischen Spielen 2012 in London wurde am 30. Juli und 2. August 2012 im Lee Valley White Water Centre ausgetragen. 28 Athleten nahmen teil.
Zunächst wurde ein Vorlauf ausgetragen, bei dem alle Duos zwei Versuche hatten und der schnellere der beiden Durchgänge gewertet wurde. Die Athleten auf den Positionen 1–10 rückten ins Halbfinale vor, die übrigen Teilnehmer schieden aus. Im Halbfinale wurde nur ein Lauf ausgetragen, die besten sechs Duos rückten ins Finale vor. Auch im Finale wurden die Olympiasieger in nur einem Lauf ermittelt.

## Titelträger
| Olympiasieger | Pavol Hochschorner / Peter Hochschorner | Peking 2008     |
| Weltmeister   | Pavol Hochschorner / Peter Hochschorner | Bratislava 2011 |

## Zeitplan
- Vorlauf: 30. Juli 2012, 13:30 Uhr (Ortszeit)
- Halbfinale: 2. August 2012, 13:30 Uhr (Ortszeit)
- Finale: 2. August 2012, 15:18 Uhr (Ortszeit)

## Vorlauf
Anmerkung: Die Strafe, also die Strafsekunden, sind bereits in der Zeit mit einberechnet.
| Platz | Kanuten                                 | Nation             | Lauf 1   | Lauf 1 | Lauf 1 | Lauf 2   | Lauf 2 | Lauf 2 | Gesamt    |
| Platz | Kanuten                                 | Nation             | Zeit     | Strafe | Rang   | Zeit     | Strafe | Rang   | Defizit   |
| ----- | --------------------------------------- | ------------------ | -------- | ------ | ------ | -------- | ------ | ------ | --------- |
| 1     | Gauthier Klauss / Matthieu Péché        | Frankreich         | 96,98 s  | 2      | 1      | 151,03 s | 50     | 12     |           |
| 2     | Pavol Hochschorner / Peter Hochschorner | Slowakei           | 97,52 s  | 0      | 2      | 98,60 s  | 2      | 1      | + 0,54 s  |
| 3     | Hu Minghai / Shu Junrong                | China              | 103,36 s | 2      | 5      | 99,05 s  | 0      | 2      | + 2,07 s  |
| 4     | Timothy Baillie / Etienne Stott         | Großbritannien     | 100,44 s | 0      | 3      | 102,79 s | 4      | 6      | + 3,46 s  |
| 5     | Piotr Szczepański / Marcin Pochwała     | Polen              | 105,58 s | 6      | 7      | 101,00 s | 2      | 3      | + 4,02 s  |
| 6     | Sašo Taljat / Luka Božič                | Slowenien          | 102,82 s | 2      | 4      | 101,08 s | 2      | 4      | + 4,10 s  |
| 6     | David Florence / Richard Hounslow       | Großbritannien     | 108,23 s | 6      | 10     | 101,08 s | 0      | 4      | + 4,10 s  |
| 8     | Jaroslav Volf / Ondřej Štěpánek         | Tschechien         | 104,00 s | 2      | 6      | 150,87 s | 52     | 11     | + 7,02 s  |
| 9     | Vavřinec Hradilek / Stanislav Ježek     | Tschechien         | 106,91 s | 2      | 8      | DNS      | DNS    | –      | + 9,93 s  |
| 10    | Kynan Maley / Robin Jeffery             | Australien         | 113,96 s | 6      | 13     | 107,47 s | 4      | 7      | + 10,49 s |
| 11    | David Schröder / Frank Henze            | Deutschland        | 107,50 s | 0      | 9      | 107,79 s | 4      | 8      | + 10,52 s |
| 12    | Eric Hurd / Jeff Larimer                | Vereinigte Staaten | 112,91 s | 6      | 12     | 109,78 s | 6      | 9      | + 12,80 s |
| 13    | Niccolò Ferrari / Pietro Camporesi      | Italien            | 120,64 s | 10     | 14     | 111,55 s | 0      | 10     | + 14,57 s |
| 14    | Michail Kusnezow / Dmitri Larionow      | Russland           | 112,36 s | 8      | 11     | 155,59 s | 50     | 13     | + 15,38 s |

## Halbfinale
Anmerkung: Die Strafe, also die Strafsekunden, sind bereits in der Zeit mit einberechnet.
| Platz | Kanuten                                 | Nation         | Zeit     | Strafe | Defizit   |
| ----- | --------------------------------------- | -------------- | -------- | ------ | --------- |
| 1     | David Florence / Richard Hounslow       | Großbritannien | 108,93 s | 0      |           |
| 2     | Pavol Hochschorner / Peter Hochschorner | Slowakei       | 109,04 s | 2      | + 0,11 s  |
| 3     | Gauthier Klauss / Matthieu Péché        | Frankreich     | 109,27 s | 0      | + 0,34 s  |
| 4     | Piotr Szczepański / Marcin Pochwała     | Polen          | 109,81 s | 0      | + 0,88 s  |
| 5     | Hu Minghai / Shu Junrong                | China          | 110,70 s | 2      | + 1,77 s  |
| 6     | Timothy Baillie / Etienne Stott         | Großbritannien | 110,78 s | 0      | + 1,85 s  |
| 7     | Jaroslav Volf / Ondřej Štěpánek         | Tschechien     | 112,22 s | 2      | + 3,29 s  |
| 8     | Sašo Taljat / Luka Božič                | Slowenien      | 113,50 s | 2      | + 4,57 s  |
| 9     | Vavřinec Hradilek / Stanislav Ježek     | Tschechien     | 115,50 s | 2      | + 6,57 s  |
| 10    | Kynan Maley / Robin Jeffery             | Australien     | 162,14 s | 52     | + 53,21 s |

## Finale
Anmerkung: Die Strafe, also die Strafsekunden, sind bereits in der Zeit mit einberechnet.
| Platz | Kanuten                                 | Nation         | Zeit     | Strafe | Defizit  |
| ----- | --------------------------------------- | -------------- | -------- | ------ | -------- |
| 1     | Timothy Baillie / Etienne Stott         | Großbritannien | 106,41 s | 0      |          |
| 2     | David Florence / Richard Hounslow       | Großbritannien | 106,77 s | 0      | + 0,36 s |
| 3     | Pavol Hochschorner / Peter Hochschorner | Slowakei       | 108,28 s | 2      | + 1,87 s |
| 4     | Gauthier Klauss / Matthieu Péché        | Frankreich     | 109,17 s | 2      | + 2,76 s |
| 5     | Piotr Szczepański / Marcin Pochwała     | Polen          | 110,51 s | 2      | + 4,10 s |
| 6     | Hu Minghai / Shu Junrong                | China          | 112,85 s | 2      | + 6,44 s |